# Lasam
Lasam es un municipio filipino de tercera categoría perteneciente a  la provincia de Cagayán.

## Geografía
Tiene una extensión superficial de 213.70 km² y según el censo del 2007, contaba con una población de 36.646 habitantes, 36.994  el día primero de mayo de 2010

### Barangayes
Lasam se divide administrativamente en 30 barangayes o barrios, 27 de  carácter rural y 3 urbanos.
| - Aggunetan - Alannay - Battalan - Calapangan Norte - Calapangan Sur - Callao Norte - Callao Sur - Cataliganan - Finugo Norte - Gabun - Ignacio B. Jurado (Finugu Sur) - Magsaysay - Malinta - Minanga Sur - Minanga Norte | - Nicolas Agatep - Peru - Centro I (Pob.) - San Pedro - Sicalao - Tagao - Tucalan Passing - Viga - Cabatacan East (Duldugan) - Cabatacan West - Nabannagan East - Nabannagan West - Centro II (Pob) - Centro III (Pob) - New Orlins |

## Historia
Esta provincia fue creada el año de  1950 a partir de los barrios de Gattaran situados en la margen izquierda del río Cagayán.